# SC Magdeburg (rukomet)
| SC Magdeburg | SC Magdeburg    |
| --- | --------------- |
| Nadimak: | SC Magdeburg    |
| Osnovan: | 1955.           |
| Boje kluba: | zeleno-crveno   |
| Trener: | Michael Biegler |
| Dvorana: | GETEC Arena     |
| Sjedećih mjesta: | 8.000           |
| Sezona 2010./11.: |                 |
| Njemačko prvenstvo: | 7. mjesto       |
| Njemački kup: | četvrtfinale    |
| - Njemački prvaci 1970., 1977., 1980., 1981., 1983., 1984., 1985., 1988., 1991., 2001. - Njemački osvajači kupa 1977., 1978., 1984., 1990., 1996. - EHF Champions Trophy 1981., 2001., 2002. - Osvajači Superkupa Njemačke 1996., 2001. - EHF Kup 1999., 2001., 2007. - Pobjednici Europske lige prvaka 1978., 1981., 2002. |                 |

SC Magdeburg je rukometni klub i natječe se u  Prvoj njemačkoj rukometnoj ligi.

## Poznati igrači koji su nastupali ili nastupaju za SC Magdeburg
- Guéric Kervadec
- Ólafur Stefánsson
- Joël Abati
- Stefan Kretzschmar
- Henning Fritz
- Nenad Peruničić
- Karol Bielecki
- Grzegorz Tkaczyk
- Sigfús Sigurðsson
- Silvio Heinevetter
- Oleg Kuleshov
- Robert Weber
- Fabian van Olphen
- Vladimir Mandić
- Aleš Pajovič
- Damir Doborac

## Vanjske poveznice
- Službene stranice kluba
- Rukometni odjel